# ميخال بيران

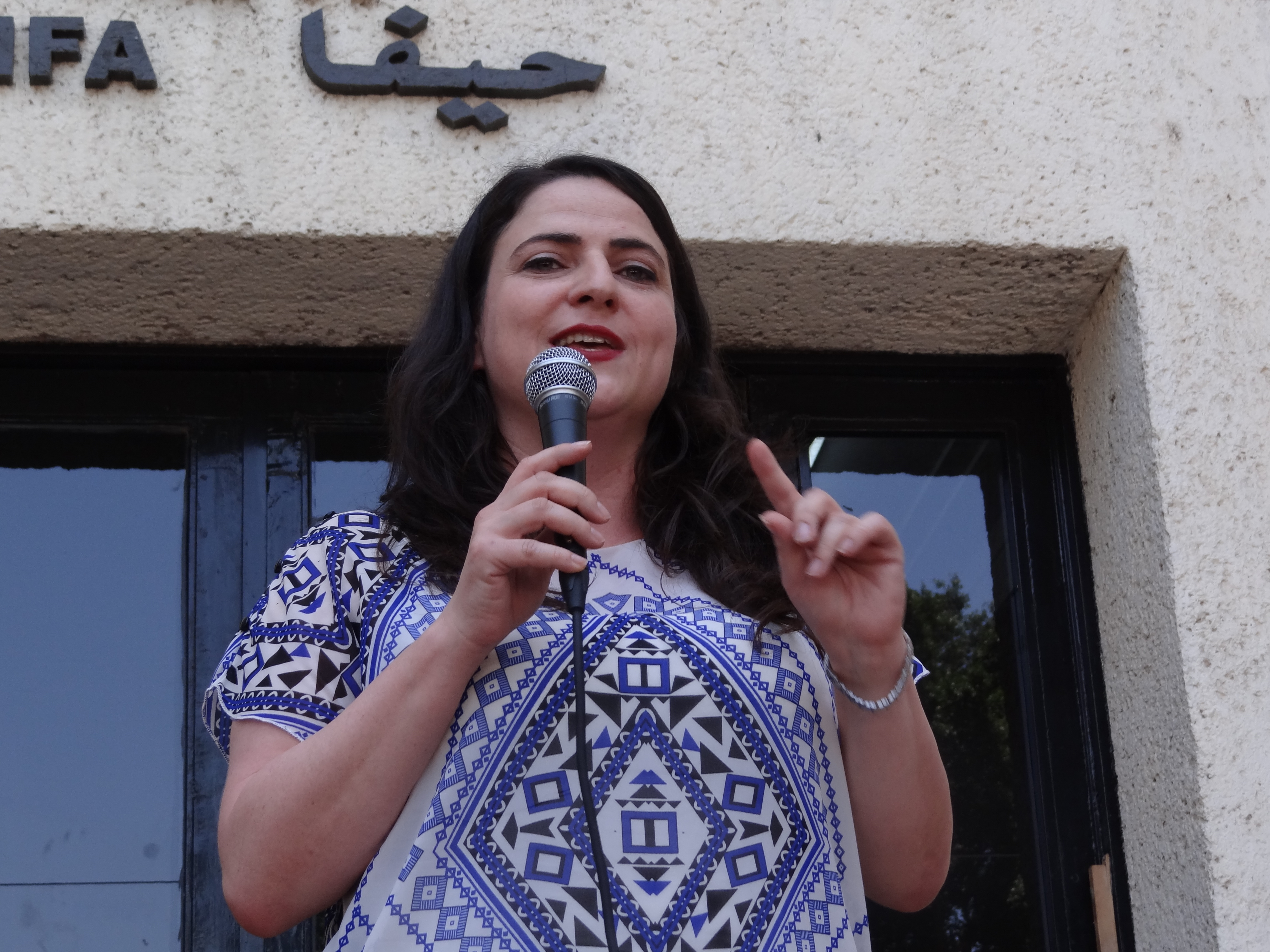
ميخال بيران.

ميخال بيران (بالعبرية: מיכל בירן، من مواليد 28 يونيو 1978) سياسية إسرائيلية وعضوه في حزب العمل الإسرائيلي .